# Abhurita
La abhurita es un mineral de la clase de los minerales haluros. Fue descubierta en 1983 en la cala "Sharm Abhur" del mar Rojo en Yeda (Arabia Saudí), siendo nombrada así por esta localización. Un sinónimo es su clave: IMA1983-061.

## Características químicas
Es un oxi-cloruro hidroxilado de estaño. Su fórmula química fue revisada varios años después de ser descubierto.

## Formación y yacimientos
Se forma por la reacción química del estaño puro con el agua del mar, y se ha encontrado asociado con lingotes de estaño de un barco naufragado cien años antes que los transportaba, por lo que aunque ha sido aceptado como mineral válido por la Asociación Mineralógica Internacional aún se está discutiendo si considerarlo un auténtico mineral.
Suele encontrarse asociado a otros minerales como: romarchita, kutnohorita o aragonito.